# Gemmata obscuriglobus
Gemmata obscuriglobus es una especie de bacterias, la única dentro del género Gemmata. Son bacterias cocoides, aeróbicas, quimioheterotrofas, y tienen reproducción por gemación/brotación. Se caracteriza por presentar un desarrollado sistema de compartimientos de membrana que delimitan regiones intracelulares.

El género Gemmata está representado por una especie, G. obscuriglobus. 
La cepa UQM 2246 fue aislada de aguas dulces superficiales de Maroon Dam en Queensland, Australia, en 1981.
Gemmata carece de peptidoglicano en su pared celular y además posee estructuras crateriformes sobre sus superficies celulares.

## Morfología
G. obscuriglobus es una bacteria grande, con un diámetro de 1–2 μm, con aspecto esferoide. Tiene un volumen tres a cinco veces mayor que la bacteria típica. 
 
Es móvil, se desplaza mediante flagelos que suelen ser múltiples.
 
Gemmata fue estudiada por Franzmann y Skerman quienes en 1983, notaron que en secciones delgadas el material celular estaba empacado en un cuerpo discreto dentro de la célula. El cuerpo nuclear rodeado por membrana, fue descrito por Fuerst y Webb y luego confirmado por inmunotinción con DAPI.

## Pared celular

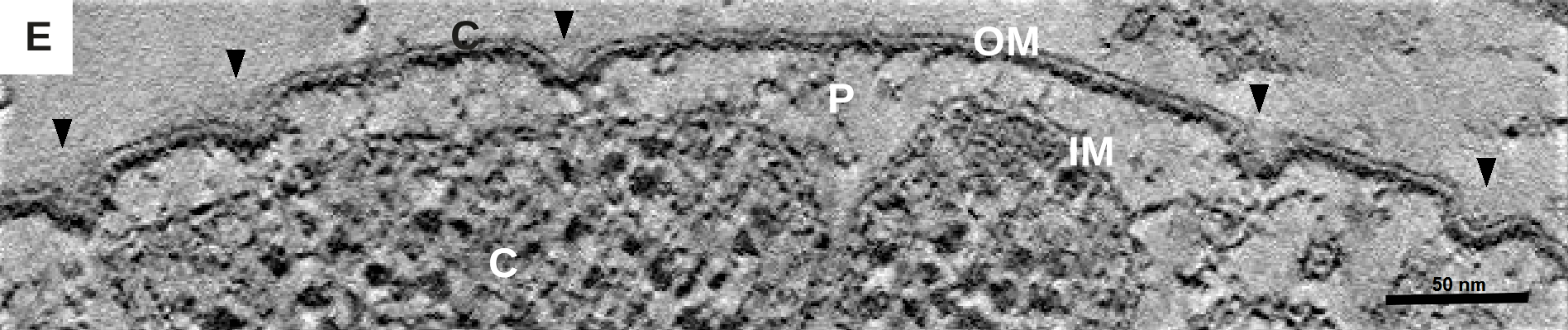
Estructuras crateriformes distribuidas homogéneamente en la pared celular. Se indican con (puntas de flecha). Microscopio electrónico.

La pared de Gemmata obscuriglobus es diferente de las Gram-negativas. Es única por poseer una pared compuesta principalmente de proteína, que funciona como capa estructuralmente rígida de la pared, La otra característica distintiva de la envoltura externa, es la presencia de las formaciones ovaladas llamadas estructuras crateriformes. Se distribuyen uniformemente alrededor de la célula con una densidad entre 50 y 100 por µm2. En el corte transversal estas depresiones tienen una abertura de ~35 nm.

## Membrana intracitoplasmatica

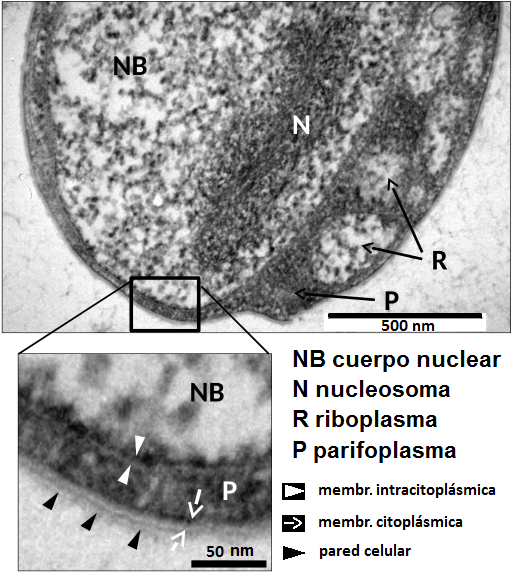
Pared, membranas y compartimentos.

G. osbcuriglobus es única entre los procariotas, ya que presenta una membrana interna con invaginaciones citoplasmáticas, que incluso rodean el ADN con una envoltura de membrana. 

Se calculó la superficie de la membrana interna de G. obscuriglobus en 42.7×106 nm²; esto significa que multiplica por tres la superficie de la membrana externa.

## Compartimentos de G. obscuriglobus

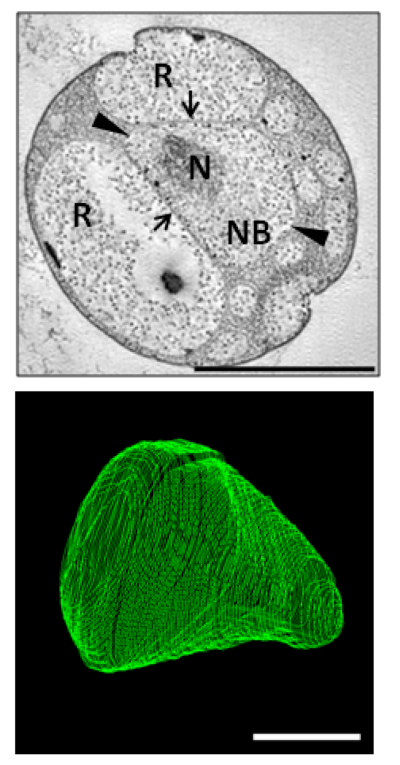
Arriba: corte visto al microscopio electrónico (NB= cuerpo nuclear), (N= ADN nuclear), (R= riboplasma). Abajo: reconstrucción 3D del cuerpo nuclear a partir de cortes ultrafinos sucesivos.

Los compartimentos en las células de G. obscuriglobus están determinados por la extensión e invaginación de su membrana intracitoplasmática. Se distinguen como compartimentos: el parifoplasma, el riboplasma y el cuerpo nuclear.

El parifoplasma (P)se ve como un área densa a los electrones, alrededor del perímetro celular y también invaginándose en las células. Contiene pocos ribosomas y rodea al riboplasma y al cuerpo nuclear.

El riboplasma (R)presenta aspecto menos electrón denso y contiene la mayoría de los ribosomas, pero no contiene nucleoide. Aparece en los cortes de células en la forma de vesículas encerradas por una sola membrana. 

El cuerpo nuclear (NB)tiene densidad electrónica similar al riboplasma. Esta región contiene todo el nucleoide (N) de ADN alojado en su parte central; mientras que en su periferia contiene partículas similares a ribosomas. Está enteramente rodeado por membrana, simple en algunos lugares y doble en otros. En la membrana de envoltura del cuerpo nuclear, se encuentran poros de 35nm con estructura de núcleo central rodeado por anillo interior y exterior.

## Genoma
Posee uno de los genomas más largos del filum llegando a 9.13 Mb y codifica más de 8000 genes. 

G. Obscuriglobus tiene un 67% de repeticiones GC, y más de la mitad de sus genes tienen función desconocida. Se han contado 7110 proteínas. 

| Cuerpo nuclear                                                              |
| Cuerpo nuclear (NB) en su totalidad. Superficie perforada. Aumentada abajo. |

| Membrana |
| Membrana del cuerpo nuclear cortada transversalmente. Se muestran dos poros adyacentes con puntas de flecha. |

| Poro individual |
| Membrana del cuerpo nuclear cortada transversalmente. Se muestra el mismo poro individual en cortes finos sucesivos. Se observa la estructura interna. |

| Poro tangencial |
| Superficie de la membrana. Se muestran dos poros adyacentes del cuerpo nuclear y sus anillos: externo (OR), interno (IR). |